# Frederik Hauch (generalpostdirektør)
 Der er flere personer med dette navn, se Frederik Hauch.
Frederik Hauch (født 25. august 1754 i København, død 27. oktober 1839 i Staldmestergården sammesteds) var en dansk generalpostdirektør og stiftamtmand, bror til Adam Wilhelm Hauch og far til Carsten Hauch.

## Uddannelse
Han var en søn af general Andreas Hauch og Sophie født Styrup, var først page (fra 1766) og kammerpage (fra 1770) hos Christian VII med tilladelse til samtidig at studere ved Sorø Akademi, men fjernedes fra denne stilling af Struensee 1771 med 400 rigsdaler i ventepenge.
Årsagen hertil var, at Hauchs udnævnelse ved hoffet ifølge Struensee var led i en intrige, som hofmarskallen Conrad Holck havde arrangeret for at fortrænge kongens favorit Fritz von Warnstedt. Hauch var formentlig kun passivt medvirkende i intrigen, som altså mislykkedes.
1773 rejste Hauch fra Sorø og tog samme år dansk-juridisk eksamen ved Kiels universitet, blev samme år kammerjunker, rejste straks efter udenlands og fortsatte sine studier, først i to år ved universitetet i Göttingen og dernæst i et år ved akademiet i Angers.

## Karriere
Efter sin hjemkomst blev han 1777 auskultant i Højesteret, uagtet han ikke havde underkastet sig juridisk embedseksamen "på latin". 1779 blev han kammerherre, 1781 ifølge en kabinetsordre amtmand over Smålenenes Amt og 1789 stiftamtmand over Bergens Stift og amtmand over Søndre Bergenhus Amt. Herfra forflyttedes han 1802 uden Rentekammerets medvirkning til stiftamtmand over Sjællands Stift og Færøerne samt amtmand over Københavns Amt og Færøerne. Året efter blev han 22. maj Ridder af Dannebrog og ekstraordinær assessor i Højesteret, 1810 ifølge et kgl. reskript generalpostdirektør og endvidere samme år medlem af Postkassepensionsdirektionen. 1811 udnævntes han til gehejmekonferensråd og 25. maj 1826 til Dannebrogsmand. Fra udgangen af året 1833 entledigedes han, og han døde 27. oktober 1839 i den kgl. Staldmestergård ved Christiansborg.

## Vurdering
Der er ingen tvivl om, at han var en både dygtig, arbejdsom og samvittighedsfuld embedsmand; men han var dog næppe kommet til at indtage så fremragende stillinger, som tilfældet blev, hvis han ikke havde haft meget indflydelsesrige talsmænd ved hove. Det gælder i alt fald om ham som om så mangfoldige af enevældens vigtigste embedsmænd med adelige navne, at de ikke behøvede at arbejde sig langsomt op ad de forskellige trin på embedsstigen, og at det som oftest ikke var vedkommende kollegier, der tog initiativet til deres udnævnelser, men at disse skyldtes kabinetsordrer eller andre magtsprog fra den enevældige konge.
Han blev 1. juni 1784 gift i Frederiksstad med Karen Tank (døbt 29. august 1764 i Frederikshald - 23. april 1802 sammesteds), en datter af købmand Niels Tank (død 1801) og Sophie Cathrine født Leuch (1740-1778).
Hauch er begravet på Assistens Kirkegård. Han er gengivet i et portrætmaleri af Jens Juel fra 1776 og et stik af Andreas Flint.